# 黎俊彥
黎俊彥（8月15日—）、曾用名葉寶安（英語：Bon Yip），香港男歌手，香港出生，畢業於聖若瑟英文中學和香港知專設計學院(修讀視覺傳遞)。黎俊彥在讀書時期曾參加聯校歌唱比賽，並獲得冠軍。期後亦曾擔當臨時演員，其後因到香港茶藝博士葉惠民的音樂中心而被他發掘，在2011年簽約Tea 1 Music，並在2013年中出道。黎俊彥當時以接近300磅「重量級」身型，並以藝名-葉寶安加入樂壇，成為樂壇新力軍。其後亦因私人理由暫別樂壇。2017年，正式簽約新唱片公司L Music Production，復出樂壇。2021年離開唱片公司後與人氣爆燈風水師七仙羽師傅的經理人合作，其後七仙羽更收其為徒弟，成為入室弟子。

## 演藝經歷
2011年，得到香港茶藝博士葉惠民的發掘，簽約Tea 1 Music，並在2013年中出道。
他當時的唱片公司在2013年7月為他發放第一首派台歌《角落》，反應不俗，後更在8月獲得新城國語力頒獎禮2013的新城國語新勢力歌手獎項。
其後還有錄製三首新歌，其中一首是《角落》的粵語版本-《如果香港》，特別誠邀了著名音樂人潘源良填詞；第二首是《濃情軟雪糕》，是由著名音樂人溫應鴻作曲，編曲及監製，邦見良一填詞；而第三首是《將心比心》，由著名音樂人潘源良及溫應鴻聯手泡製，分別作詞及作曲。此歌原為保良局《點滴創關懷》活動主題曲。這三首歌未正式派台，而且他在同年的10月21日因私人理由，改回原名黎俊彥並宣布暫別樂壇。但暫別後，間中仍然會被獲邀出席一些公開場合作表演嘉賓。
2017年，簽約現時唱片公司L Music Production，正式復出樂壇。復出後的第一首歌《心聲回應》，與可嵐合唱。
2021年，離開唱片公司，並與人氣爆燈風水師七仙羽師傅的經理人合作，其後七仙羽更收其為徒弟，成為入室弟子。

## 音樂作品

### 單曲
- 2013年：《角落》、《濃情軟雪糕》、《如果-香港》、《將心比心》、《天使的手臂》群星
- 2015年：《全城熱聽》群星
- 2018年：《心聲回應》

## 派台歌曲成績
| 派台歌曲成績 | 派台歌曲成績 | 派台歌曲成績 | 派台歌曲成績 | 派台歌曲成績 | 派台歌曲成績 | 派台歌曲成績      | 派台歌曲成績  |
| ------------ | ------------ | ------------ | ------------ | ------------ | ------------ | ----------------- | ------------- |
| 唱片         | 歌曲         | 903          | RTHK         | 997          | TVB          | AEG Music Channel | 備註          |
| 2013年       |              |              |              |              |              |                   |               |
|              | 角落         | -            | -            | -            | -            | -                 | 新城國語力：5 |
| 2018年       |              |              |              |              |              |                   |               |
|              | 心聲回應     | -            | -            | -            | -            | 8                 | 可嵐合唱      |

| 各台冠軍歌總數 | 各台冠軍歌總數 | 各台冠軍歌總數 | 各台冠軍歌總數 | 各台冠軍歌總數    |
| -------------- | -------------- | -------------- | -------------- | ----------------- |
| 903            | RTHK           | 997            | TVB            | 備註              |
| 0              | 0              | 0              | 0              | 四台冠軍歌總數：0 |

(*)表示仍在榜上

## 影視作品
- 2021年
  - 香港開電視 怪談 (電視節目)系列 - 《怪談．一路好走》 - 嘉賓

  - 恐怖在線 第3250集 - 嘉賓

## 獎項
- 2013年
  - 新城國語力頒獎禮2013—新城國語新勢力歌手
- 2007年
  - 明愛毅進聯校歌唱比賽—「合唱組」冠軍

## 外部連結
- 【東網on.cc】貪係處男？七仙羽同黎俊彥正式上契 （页面存档备份，存于）
- （页面存档备份，存于） 直播時段與觀眾對話連番聽到詭異女聲搭爹超心寒〈恐怖在線〉[嘉賓 歌手 黎俊彥Iker]第3250集 2021-04-20
- （页面存档备份，存于） 為歌星夢可以去到幾盡? 黎俊彥勁減120磅再戰樂壇
- （页面存档备份，存于） 可嵐　黎俊彦　新歌為癌症病人打氣
- （页面存档备份，存于） 減咗126磅！肥仔黎俊彥大翻身變型男
- 黎俊彥 Iker Lai Instagram